# Otakar Theer

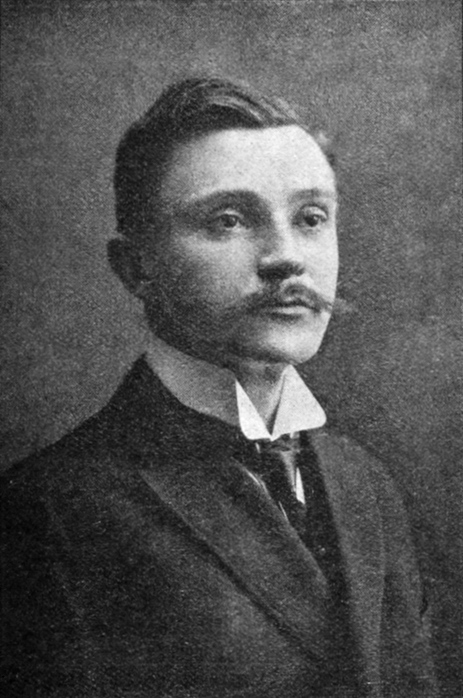
Otakar Theer (1909)

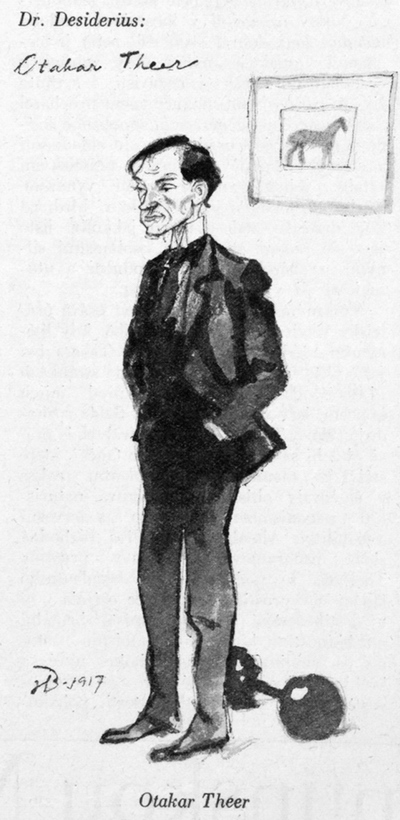
Otakar Theer 1917, Karikatur von Hugo Boettinger

Otakar Theer (* 16. Februar 1880 in Czernowitz, Bukowina; † 20. Dezember 1917 in Prag) war ein tschechischer Dichter, Schriftsteller, Dramaturg und Übersetzer. Er schrieb auch unter den Pseudonymen Otto Gulon, G. Rallan und Sézam.

## Leben
Otakar Theer begann bereits während seiner Gymnasialzeit mit dem Schreiben von Kurzgeschichten. Nach der Matura studierte er an der Rechtsfakultät der Karls-Universität Prag, wechselte während seines Studiums jedoch auf die Philosophische Fakultät. Von 1902 bis 1903 studierte er an der Sorbonne. 1906 trat er die Stelle eines Angestellten an der Universitätsbibliothek in Prag an.
Er arbeitete mit den Zeitschriften Lumír und Literární listy zusammen. Seine Werke sind vom Symbolismus beeinflusst, beschreiben größtenteils die Frau und Liebe und beinhalten oft erotische Motive. Daneben übersetzte er Bücher französischer und englischer Autoren.

## Werke
- Háje, kde se tančí, 1897
- Výpravy k Já, 1900
- Příchod ženy, 1901
- Pod stromem lásky, Lyrik 1903
- Spuklým srdcem, Roman 1910, erschien erst nach seinem Tod
- Úzkosti a naděje, Lyrik 1911
- Almanach 1914
- Faëthon, Tragödie 1917
- Všemu navzdory, 1916